# Ronde van Picardië 2008
De 9de editie van de Ronde van Picardië werd gehouden van 16 tot en met 18 mei 2008. Aan de start stonden 141 renners , van wie er 111 de ronde uitreden. Winnaar werd de Franse Sébastien Chavanel, die ook het puntenklassement naar zijn hand zette. In totaal moesten de renners 543.5 kilometer afleggen.

## Etappe-overzicht
| etappe | datum  | start             | finish          | afstand | winnaar            | klassementsleider  |
| ------ | ------ | ----------------- | --------------- | ------- | ------------------ | ------------------ |
| 1      | 16 mei | Crécy-en-Ponthieu | Guise           | 179 km  | Sebastian Siedler  | Sebastian Siedler  |
| 2      | 17 mei | Ribemont          | Clermont (Oise) | 181 km  | Martin Elmiger     | Martin Elmiger     |
| 3      | 18 mei | Grandvilliers     | Cayeux-sur-Mer  | 88.5 km | Jean-Eudes Demaret | Jean-Eudes Demaret |
| 4      | 18 mei | Ault              | Cayeux-sur-Mer  | 95 km   | Sébastien Chavanel | Sébastien Chavanel |

## Rituitslagen

### Eerste etappe
- Crécy-en-Ponthieu > Guise - 179 km

| rang | renner             | land | team                  | tijd       |
| ---- | ------------------ | ---- | --------------------- | ---------- |
| 1    | Sebastian Siedler  | GER  | Skil-Shimano          | 3h 59' 54" |
| 2    | Kenny Dehaes       | BEL  | Topsport Vlaanderen   | op 00"     |
| 3    | Sébastien Chavanel | FRA  | La Française des Jeux | op 00"     |
| 27   | Piet Rooijakkers   | NED  | Skil-Shimano          | op 00"     |

| rang | renner             | land | team                  | tijd       |
| ---- | ------------------ | ---- | --------------------- | ---------- |
|      | Sebastian Siedler  | GER  | Skil-Shimano          | 3h 59' 54" |
| 2    | Kenny Dehaes       | BEL  | Topsport Vlaanderen   | op 00"     |
| 3    | Sébastien Chavanel | FRA  | La Française des Jeux | op 00"     |
| 27   | Piet Rooijakkers   | NED  | Skil-Shimano          | op 00"     |

### Tweede etappe
- Ribemont > Clermont (Oise) - 181 km

| rang | renner            | land | team            | tijd       |
| ---- | ----------------- | ---- | --------------- | ---------- |
| 1    | Martin Elmiger    | SUI  | AG2R            | 4h 12' 08" |
| 2    | Sergei Lagutin    | UZB  | Cycle Collstrop | op 03"     |
| 3    | Greg Van Avermaet | BEL  | Silence-Lotto   | op 04"     |
| 15   | Stefan van Dijk   | NED  | Jartazi         | op 04"     |

| rang | renner             | land | team                  | tijd       |
| ---- | ------------------ | ---- | --------------------- | ---------- |
|      | Martin Elmiger     | SUI  | AG2R                  | 8h 11' 52" |
| 2    | Sebastian Siedler  | GER  | Skil-Shimano          | op 04"     |
| 3    | Sébastien Chavanel | FRA  | La Française des Jeux | op 05"     |
| 5    | Kenny Dehaes       | BEL  | Topsport Vlaanderen   | op 08"     |
| 10   | Piet Rooijakkers   | NED  | Skil-Shimano          | op 12"     |

### Derde etappe
- Grandvilliers > Cayeux-sur-Mer  - 88.5 km

| rang | renner             | land | team                | tijd      |
| ---- | ------------------ | ---- | ------------------- | --------- |
| 1    | Jean Eudes Demaret | FRA  | Cofidis             | 1h 43'14" |
| 2    | Jens Mouris        | NED  | Jartazi             | op 00"    |
| 3    | Kilian Patour      | FRA  | Slipstream Chipotle | op 00"    |
| 5    | Greg Van Avermaet  | BEL  | Silence-Lotto       | op 15"    |

| rang | renner             | land | team                | tijd       |
| ---- | ------------------ | ---- | ------------------- | ---------- |
|      | Jean Eudes Demaret | FRA  | Cofidis             | 10h 05'14" |
| 2    | Jens Mouris        | NED  | Jartazi             | op 02"     |
| 3    | Martin Elmiger     | SUI  | AG2R                | op 03"     |
| 7    | Kenny Dehaes       | BEL  | Topsport Vlaanderen | op 13"     |

### Vierde etappe
- Ault > Cayeux-sur-Mer  - 95 km

| rang | renner             | land | team               | tijd      |
| ---- | ------------------ | ---- | ------------------ | --------- |
| 1    | Sébastien Chavanel | FRA  | Française des Jeux | 2h 06'57" |
| 2    | Philippe Gilbert   | BEL  | Française des Jeux | op 00"    |
| 3    | Baden Cooke        | AUS  | Barloworld         | op 00"    |
| 8    | Stefan van Dijk    | NED  | Jartazi            | op 00"    |

## Eindklassementen
| Algemeen klassement |                    |                     |           |
| Plaats              | Naam               | Ploeg               | Tijd      |
| Gele trui           | Sébastien Chavanel | Française des Jeux  | 12u12'09" |
| 2                   | Jean-Eudes Demaret | Cofidis             | + 1"      |
| 3                   | Martin Elmiger     | AG2R La Mondiale    | + 3"      |
| 4                   | Jens Mouris        | Mitsubishi-Jartazi  | + 10"     |
| 5                   | Kenny Dehaes       | Topsport Vlaanderen | + 15"     |
| 6                   | Niko Eeckhout      | Topsport Vlaanderen | z.t.      |
| 7                   | Greg Van Avermaet  | Silence-Lotto       | + 17"     |
| 8                   | Philippe Gilbert   | Française des Jeux  | z.t.      |
| 9                   | Jimmy Casper       | Agritubel           | + 18"     |
| 10                  | Baden Cooke        | Barloworld          | + 19"     |

| Puntenklassement |                    |                    |        |
| Plaats           | Naam               | Ploeg              | Punten |
| Groene trui      | Sébastien Chavanel | Française des Jeux | 68     |
| 2                | Aurélien Clerc     | Bouygues Telecom   | 60     |
| 3                | Martin Elmiger     | AG2R La Mondiale   | 57     |

| Bergklassement |                |                    |        |
| Plaats         | Naam           | Ploeg              | Punten |
| Rode trui      | Alexandre Moos | BMC Racing Team    | 30     |
| 2              | Janek Tombak   | Mitsubishi-Jartazi | 12     |
| 3              | Rein Taaramäe  | Cofidis            | 8      |

| Jongerenklassement |                    |                     |           |
| Plaats             | Naam               | Ploeg               | Tijd      |
| Witte trui         | Jean-Eudes Demaret | Cofidis             | 12u12'10" |
| 2                  | Kenny Dehaes       | Topsport Vlaanderen | + 14"     |
| 3                  | Greg Van Avermaet  | Silence-Lotto       | + 16"     |

| Ploegenklassement |                    |           |
| Plaats            | Ploeg              | Tijd      |
|                   | Mitsubishi-Jartazi | 36u37'23" |
| 2                 | Agritubel          | + 6"      |
| 3                 | Cofidis            | z.t.      |

2000 · 2001 · 2002 · 2003 · 2004 · 2005 · 2006 · 2007 · 2008 · 2009 · 2010 · 2011 · 2012 · 2013 · 2014 · 2015 · 2016